# Nationaler Geotop

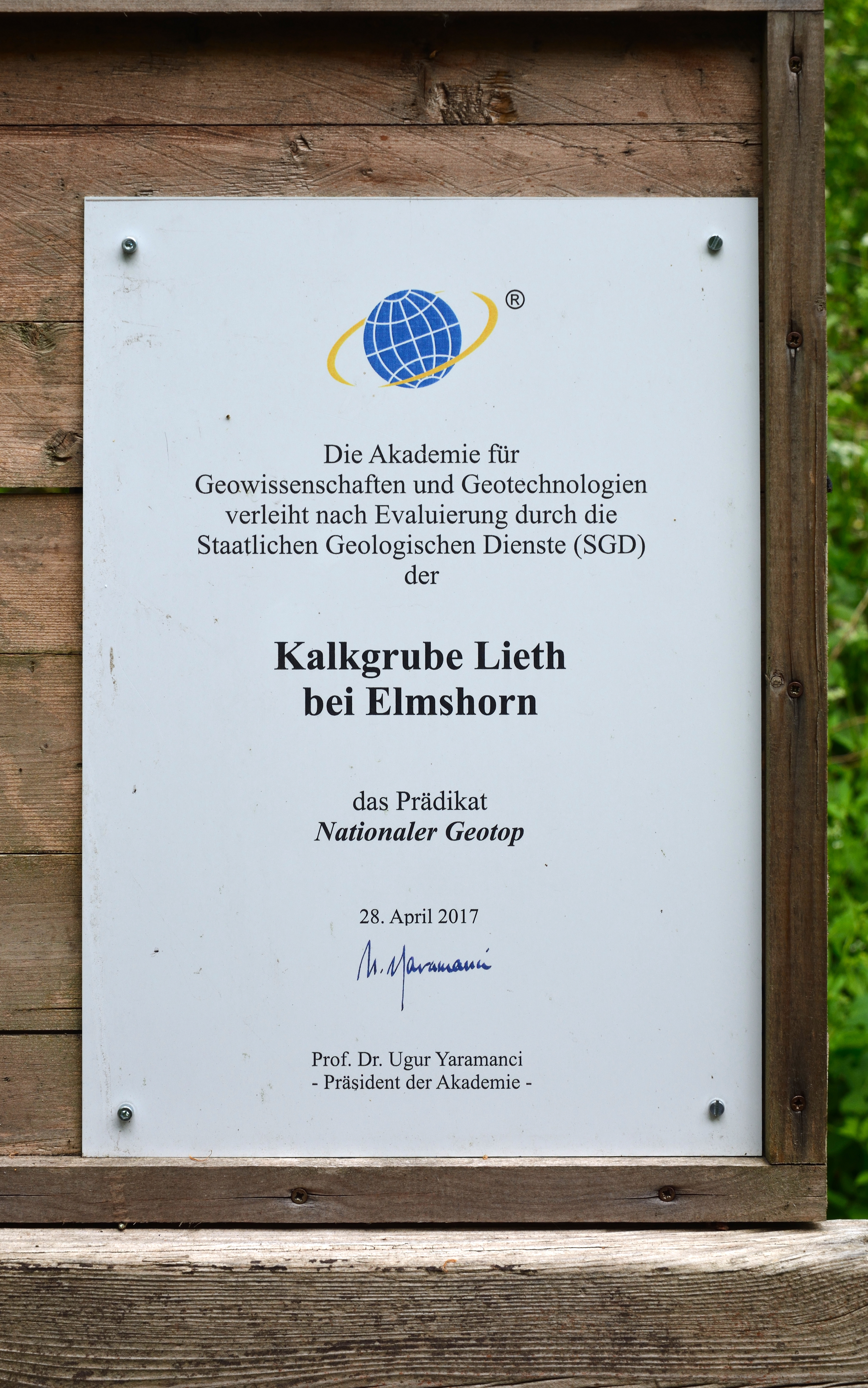
Kopie einer Verleihungsurkunde

„Nationaler Geotop“ ist eine Auszeichnung, die als Ergebnis eines Wettbewerbs im Jahr 2006 an 77 bedeutende Geotope in Deutschland verliehen wurde.
In einem neuen Ausweisungsverfahren wurden 2019 weitere Nationale Geotope ernannt. Eine zusammenfassende Veröffentlichung dazu ist noch nicht erfolgt (Stand: 29. Mai 2024).

## Geschichte
Im Jahr 2004 rief die  Akademie für Geowissenschaften und Geotechnologien in Hannover (früher: Akademie der Geowissenschaften zu Hannover) zu einem Wettbewerb auf, mit dem die bedeutendsten Geotope Deutschlands erfasst werden sollten. Weiterer Zweck des Wettbewerbs war es, mögliche Kandidaten zur Aufnahme in das UNESCO-Welterbe zu identifizieren. Vorgeschlagene Geotope sollten von „außergewöhnlicher natürlicher Ausprägung“, langfristig erhaltbar und „öffentlichen Informationsmöglichkeiten zugeordnet“ sein. Neben Einzelobjekten konnten auch Ensembles bzw. geeignete Landschaften vorgeschlagen werden.

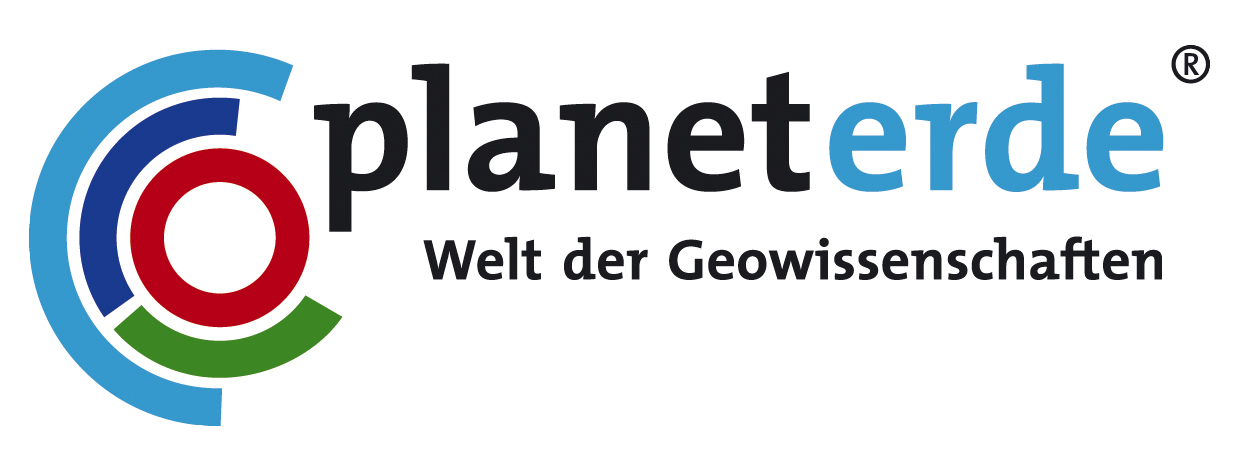
Logo planeterde

Die daraufhin eingereichten 180 Vorschläge wurden von einer Kommission aus Fachleuten begutachtet und 77 von ihnen zur Auszeichnung vorgeschlagen. Die Auszeichnung fand am 12. Mai 2006 im Landtag von Hannover statt; bei dieser Gelegenheit wurde den Objekten das Prädikat „Nationaler Geotop“ sowie vom Bundesministerium für Bildung und Forschung das Logo planeterde verliehen. Außerdem wurde ein Begleitbuch herausgegeben.
Vier ausgewählte Geotope (Grube Messel, Rammelsberg 2010 erweitert auf die Grube Samson, Mittelrheintal und die Wattenmeerküste) sind bereits im UNESCO-Welterbe aufgeführt. Dabei sind die Grube Messel und die Wattenmeerküste Naturerbestätten, während die beiden anderen als Kulturerbe gelten. Als weitere Kandidaten für das Welterbe machte die Kommission sechs Vorschläge, und zwar die Jasmunder Kreideküste, die Bastei mit dem Elbsandsteingebirge, die Fossilienfundstätte Holzmaden, das Nördlinger Ries sowie das Altmühltal samt Solnhofener Plattenkalken.

## Liste der ausgezeichneten Geotope
Im Folgenden sind die ausgezeichneten Geotope bzw. Geotoplandschaften nach Bundesländern von Nord nach Süd sortiert aufgeführt. Mit der hier vorsortierten Reihenfolge ist ebenso wie in der Auflistung der AGH ausdrücklich keine Rangfolge verbunden.
| Bild                                                 | Nationaler Geotop                                                                              | Bundesland                                 | Koordinaten                                             |
| ---------------------------------------------------- | ---------------------------------------------------------------------------------------------- | ------------------------------------------ | ------------------------------------------------------- |
|                                                      | Insel Helgoland                                                                                | Schleswig-Holstein                         | 54° 10′ 57″ N, 7° 53′ 7″ O                              |
|                                                      | Kalkgrube Lieth bei Elmshorn                                                                   | Schleswig-Holstein                         | 53° 43′ 16″ N, 9° 40′ 47″ O                             |
|                                                      | Morsum-Kliff auf Sylt                                                                          | Schleswig-Holstein                         | 54° 52′ 38″ N, 8° 27′ 38″ O                             |
|                                                      | Kreideküste von Jasmund                                                                        | Mecklenburg-Vorpommern                     | 54° 33′ 16″ N, 13° 40′ 33″ O                            |
|                                                      | Feldberger Seen                                                                                | Mecklenburg-Vorpommern                     | 53° 20′ 11″ N, 13° 26′ 2″ O                             |
|                                                      | Neudarß an der Nordspitze des Darß                                                             | Mecklenburg-Vorpommern                     | 54° 29′ 0″ N, 12° 30′ 54″ O                             |
| Wattenmeer bei Hallig Süderoog                       | Wattenmeerküste an der Nordsee                                                                 | Niedersachsen, Schleswig-Holstein, Hamburg | 53° 54′ 29″ N, 8° 32′ 21″ O                             |
|                                                      | Fossiler Algenrasen am Heeseberg bei Jerxheim                                                  | Niedersachsen                              | 52° 5′ 1″ N, 10° 51′ 25″ O                              |
| Hauptquelltopf der Rhumequelle                       | Zechstein-Karstlandschaft am Südharz (Rhumequelle, Einhornhöhle)                               | Niedersachsen                              | 51° 35′ 23″ N, 10° 18′ 37″ O                            |
|                                                      | Saurierfährten Münchehagen am Steinhuder Meer                                                  | Niedersachsen                              | 52° 26′ 33″ N, 9° 12′ 2″ O                              |
|                                                      | Huvenhoopsmoor bei Gnarrenburg                                                                 | Niedersachsen                              | 53° 22′ 23″ N, 9° 6′ 8″ O                               |
|                                                      | Bergwerk Rammelsberg in Goslar                                                                 | Niedersachsen                              | 51° 53′ 25″ N, 10° 25′ 12″ O                            |
|                                                      | Muskauer Faltenbogen                                                                           | Brandenburg, Sachsen                       | 51° 32′ 57″ N, 14° 34′ 54″ O                            |
|                                                      | Kleiner Markgrafenstein bei Fürstenwalde                                                       | Brandenburg                                | 52° 19′ 11″ N, 14° 2′ 7″ O                              |
| Einfallende Schichten bei Langenberg                 | Harznordrand und die Teufelsmauer                                                              | Sachsen-Anhalt                             | 51° 45′ 27″ N, 11° 4′ 59″ O                             |
| Bodekessel                                           | Bodetal im Harz                                                                                | Sachsen-Anhalt                             | 51° 44′ 8″ N, 11° 0′ 35″ O                              |
|                                                      | Blockhalden des Brockens bei Schierke                                                          | Sachsen-Anhalt                             | 51° 47′ 51″ N, 10° 36′ 59″ O                            |
|                                                      | Externsteine im Teutoburger Wald                                                               | Nordrhein-Westfalen                        | 51° 52′ 8″ N, 8° 55′ 3″ O                               |
|                                                      | Ziegeleisteinbruch von Hagen-Vorhalle                                                          | Nordrhein-Westfalen                        | 51° 22′ 56″ N, 7° 26′ 43″ O                             |
|                                                      | Siebengebirge bei Bonn                                                                         | Nordrhein-Westfalen                        | 50° 39′ 49″ N, 7° 14′ 44″ O                             |
|                                                      | Bruchhauser Steine im Sauerland                                                                | Nordrhein-Westfalen                        | 51° 19′ 21″ N, 8° 32′ 39″ O                             |
|                                                      | Felsenmeer bei Hemer im Sauerland                                                              | Nordrhein-Westfalen                        | 51° 22′ 50″ N, 7° 47′ 0″ O                              |
|                                                      | Historischer Kohlenbergbau im Muttental bei Witten                                             | Nordrhein-Westfalen                        | 51° 25′ 21″ N, 7° 19′ 6″ O                              |
|                                                      | Schlade im Bergischen Land                                                                     | Nordrhein-Westfalen                        | 51° 0′ 13″ N, 7° 8′ 59″ O                               |
|                                                      | Braunkohlentagebau Hambach westlich von Köln                                                   | Nordrhein-Westfalen                        | 50° 54′ 39″ N, 6° 30′ 10″ O                             |
|                                                      | Eisenerzgrube Wohlverwahrt im Wesergebirge                                                     | Nordrhein-Westfalen                        | 52° 13′ 40″ N, 9° 2′ 28″ O                              |
|                                                      | Weserdurchbruch (Porta Westfalica)                                                             | Nordrhein-Westfalen                        | 52° 14′ 38″ N, 8° 55′ 11″ O                             |
|                                                      | Kieselschieferfalten bei Beddelhausen im Wittgensteiner Land                                   | Nordrhein-Westfalen                        | 50° 59′ 54″ N, 8° 29′ 16″ O                             |
|                                                      | Grube Messel bei Darmstadt                                                                     | Hessen                                     | 49° 55′ 3″ N, 8° 45′ 24″ O                              |
|                                                      | Felsenmeer bei Lautertal im Odenwald                                                           | Hessen                                     | 49° 43′ 26″ N, 8° 41′ 28″ O                             |
|                                                      | Lahnmarmor bei Villmar                                                                         | Hessen                                     | 50° 23′ 39″ N, 8° 11′ 3″ O                              |
| Der Wachtküppel                                      | Rhön mit Wasserkuppe, Schafstein, Steinwand, Teufelstein, Wachtküppel                          | Hessen                                     | 50° 29′ 58″ N, 9° 56′ 40″ O                             |
|                                                      | Bohlenwand bei Saalfeld                                                                        | Thüringen                                  | 50° 37′ 54″ N, 11° 22′ 59″ O                            |
|                                                      | Feldstein bei Lengfeld in Südthüringen                                                         | Thüringen                                  | 50° 31′ 42″ N, 10° 38′ 5″ O                             |
|                                                      | Kristallsalzschlotte von Merkers                                                               | Thüringen                                  | 50° 49′ 13″ N, 10° 7′ 29″ O                             |
|                                                      | Lange Wand bei Ilfeld im Südharz                                                               | Thüringen                                  | 51° 34′ 11″ N, 10° 47′ 12″ O                            |
|                                                      | Schieferbergbau bei Lehesten                                                                   | Thüringen                                  | 50° 27′ 40″ N, 11° 25′ 54″ O                            |
|                                                      | Travertine des Ilmtales bei Weimar                                                             | Thüringen                                  | 50° 57′ 22″ N, 11° 20′ 52″ O                            |
|                                                      | Scheibenberg im Erzgebirge                                                                     | Sachsen                                    | 50° 32′ 14″ N, 12° 55′ 26″ O                            |
|                                                      | Palmenwedel am Hirtstein im Erzgebirge                                                         | Sachsen                                    | 50° 32′ 9″ N, 13° 11′ 35″ O                             |
|                                                      | Basaltschlot von Stolpen in der Lausitz                                                        | Sachsen                                    | 51° 2′ 53″ N, 14° 5′ 3″ O                               |
|                                                      | Elbsandsteingebirge                                                                            | Sachsen                                    | 50° 47′ 35″ N, 14° 6′ 31″ O                             |
|                                                      | Rundhöcker der Hohburger Berge im Landkreis Leipzig                                            | Sachsen                                    | 51° 24′ 22″ N, 12° 47′ 55″ O                            |
|                                                      | Altenberger Pinge im Erzgebirge                                                                | Sachsen                                    | 50° 45′ 56″ N, 13° 45′ 50″ O                            |
|                                                      | Rochlitzer Porphyrtuff                                                                         | Sachsen                                    | 51° 1′ 22″ N, 12° 45′ 48″ O                             |
|                                                      | Kirchbruch Beucha                                                                              | Sachsen                                    | 51° 19′ 27″ N, 12° 33′ 59″ O                            |
|                                                      | Porphyrfächer bei Grund (Wilsdruff)                                                            | Sachsen                                    | 50° 59′ 55″ N, 13° 28′ 56″ O                            |
| Gemündener, Weinfelder und Schalkenmehrener Maar     | Dauner Maare in der Eifel                                                                      | Rheinland-Pfalz                            | 50° 10′ 25″ N, 6° 51′ 8″ O                              |
|                                                      | Donnersberg im Nordpfälzer Bergland                                                            | Rheinland-Pfalz                            | 49° 37′ 28″ N, 7° 55′ 8″ O                              |
|                                                      | Dreimühlen-Wasserfall bei Üxheim in der Eifel                                                  | Rheinland-Pfalz                            | 50° 19′ 30″ N, 6° 46′ 8″ O                              |
|                                                      | Mittelrheintal                                                                                 | Rheinland-Pfalz                            | 50° 9′ 41″ N, 7° 42′ 4″ O                               |
| Das Eckfelder Maar                                   | Vulkaneifel mit Dachsbusch, Eppelsberg, Wingertsbergwand, Römerbergwerk Meurin, Eckfelder Maar | Rheinland-Pfalz                            | 50° 23′ 17″ N, 7° 24′ 8″ O                              |
|                                                      | Teufelstisch im Pfälzerwald                                                                    | Rheinland-Pfalz                            | 49° 11′ 42″ N, 7° 44′ 38″ O                             |
|                                                      | Druidenstein bei Kirchen/Sieg                                                                  | Rheinland-Pfalz                            | 50° 47′ 42″ N, 7° 54′ 37″ O                             |
|                                                      | Geysir von Andernach                                                                           | Rheinland-Pfalz                            | 50° 26′ 54″ N, 7° 22′ 31″ O                             |
|                                                      | Saarschleife bei Mettlach                                                                      | Saarland                                   | 49° 30′ 4″ N, 6° 32′ 58″ O                              |
| Der Pfahl bei Viechtach                              | Bayerischer Pfahl                                                                              | Bayern                                     | 49° 5′ 2″ N, 12° 51′ 36″ O                              |
| Der Kraterrand des Ries                              | Nördlinger Ries                                                                                | Bayern, Baden-Württemberg                  | 48° 53′ 18″ N, 10° 32′ 9″ O                             |
| Die Zwölf Apostel                                    | Altmühltal und Solnhofener Plattenkalke                                                        | Bayern                                     | 48° 54′ 0″ N, 11° 10′ 0″ O                              |
|                                                      | Gletscherschliff bei Fischbach am Inn                                                          | Bayern                                     | 47° 42′ 37″ N, 12° 9′ 5″ O                              |
|                                                      | Pottenstein in der Fränkischen Alb                                                             | Bayern                                     | 49° 46′ 19″ N, 11° 24′ 29″ O                            |
| Basaltsäulen im Parkstein                            | Hoher Parkstein in der Oberpfalz                                                               | Bayern                                     | 49° 43′ 55″ N, 12° 4′ 12″ O                             |
|                                                      | Steinerne Agnes bei Berchtesgaden                                                              | Bayern                                     | 47° 41′ 12″ N, 12° 54′ 32″ O                            |
| Die Osterseen mit dem Starnberger See im Hintergrund | Osterseen südlich von München                                                                  | Bayern                                     | 47° 47′ 25″ N, 11° 18′ 15″ O                            |
| Die Drei Brüder im Labyrinth                         | Luisenburg-Felsenlabyrinth bei Wunsiedel im Fichtelgebirge                                     | Bayern                                     | 50° 0′ 43″ N, 11° 59′ 32″ O                             |
|                                                      | Weltenburger Enge bei Kelheim                                                                  | Bayern                                     | 48° 54′ 1″ N, 11° 49′ 49″ O                             |
|                                                      | Partnachklamm bei Garmisch-Partenkirchen                                                       | Bayern                                     | 47° 28′ 9″ N, 11° 7′ 7″ O                               |
|                                                      | Silberberg bei Bodenmais im Bayerischen Wald                                                   | Bayern                                     | 49° 3′ 26″ N, 13° 7′ 27″ O                              |
|                                                      | Wachsender Felsen von Usterling in Niederbayern                                                | Bayern                                     | 48° 39′ 44″ N, 12° 38′ 56″ O                            |
|                                                      | Werdenfelser Land                                                                              | Bayern                                     | 47° 28′ 26″ N, 11° 9′ 22″ O                             |
|                                                      | Feldberg und Wutachschlucht                                                                    | Baden-Württemberg                          | 47° 52′ 25″ N, 8° 0′ 14″ O, 47° 50′ 41″ N, 8° 18′ 43″ O |
|                                                      | Kaiserstuhl                                                                                    | Baden-Württemberg                          | 48° 4′ 51″ N, 7° 40′ 14″ O                              |
|                                                      | Randecker Maar                                                                                 | Baden-Württemberg                          | 48° 34′ 27″ N, 9° 31′ 23″ O                             |
| Posidonienschiefer von Holzmaden, Plesiosaurier      | Posidonienschiefer von Holzmaden                                                               | Baden-Württemberg                          | 48° 38′ 8″ N, 9° 31′ 37″ O                              |
|                                                      | Oberes Donautal                                                                                | Baden-Württemberg                          | 48° 2′ 56″ N, 8° 58′ 20″ O                              |
| Der Blautopf                                         | Blaubeurer Alb mit dem Blautopf                                                                | Baden-Württemberg                          | 48° 24′ 57″ N, 9° 47′ 2″ O                              |
| Der Hohentwiel von Westen                            | Vulkanlandschaft des Hegau mit Höwenegg und Hohentwiel                                         | Baden-Württemberg                          | 47° 54′ 5″ N, 8° 44′ 30″ O                              |
| Das Fohlenhaus im Lonetal                            | Lonetal auf der Schwäbischen Alb                                                               | Baden-Württemberg                          | 48° 34′ 53″ N, 10° 12′ 57″ O                            |
|                                                      | Isteiner Klotz am Oberrhein                                                                    | Baden-Württemberg                          | 47° 39′ 47″ N, 7° 31′ 51″ O                             |
|                                                      | Hessigheimer Felsengärten im Neckartal                                                         | Baden-Württemberg                          | 49° 0′ 6″ N, 9° 10′ 37″ O                               |
|                                                      | Mössinger Bergrutsch an der Schwäbischen Alb                                                   | Baden-Württemberg                          | 48° 22′ 40″ N, 9° 4′ 0″ O                               |